# 约翰·格奥尔格·瓦格勒
约翰·格奥尔格·瓦格勒（1800年3月28日—1832年8月23日）是德国爬虫两栖类学家和鸟类学家。

## 生平
瓦格勒于1800年3月28日出生在纽伦堡，父亲是市法院的法官。他在青年时代就热爱自然历史，1818年进入埃尔朗根-纽伦堡大学学习。毕业后他成为了动物学家及探险家徐畢克斯的助手。在移居慕尼黑后，他开始在慕尼黑大学教授动物学。
瓦格勒深入研究了徐毕克斯从巴西带回的众多标本，并与他联合出版了许多关于巴西爬行动物的书籍。他还在1832年出版了《鹦鹉专著》（Monographia Psittacorum），其中包括对蓝色金剛鸚鵡的命名和描述。
1832年，瓦格勒在慕尼黑莫萨赫收集标本时，不幸因猎枪意外走火受伤而亡。
为了纪念他对动物学的贡献，至少有3种爬行动物以瓦格勒命名，其中包括东南亚毒蛇韋氏竹葉青（Tropidolaemus wagleri）。

## 拓展阅读
- Adler, Kraig, editor (1989). Contributions to the History of Herpetology. Society for the Study of Amphibians and Reptiles (SSAR). 202 pp. ISBN 978-0916984199.